# La libertad y la ley
La libertad y la ley es una obra escrita por Bruno Leoni. La aportación esencial de Leoni en este libro radica en su concepción del Derecho como producto eminentemente evolutivo y consuetudinario, en la línea de la teoría de la escuela austríaca sobre la formación y evolución de las instituciones sociales (orden espontáneo).

## Argumento
En este libro, Leoni sostiene que el mayor obstáculo para el imperio de la ley es la sobrelegislación. Señala el paralelismo entre el mercado y la ley común por un lado, y el socialismo y la legislación por el otro.
A través de un examen de la doctrina y la jurisprudencia romana, Leoni demuestra que los romanos pensaban de la ley como un proceso de descubrimiento en lugar de un conjunto de órdenes promulgadas, y que la confusión popular entre la ley y la legislación es
contemporánea a nuestra era y al advenimiento del socialismo.

## Origen
Se trata de un libro que tiene su origen en un ciclo de conferencias organizado por Arthur Kemp en el Claremont College de California, en junio de 1958, en el que, junto a Bruno Leoni, participaron también Friedrich Hayek y Milton Friedman. Fruto de estas conferencias fueron tres obras fundamentales en el pensamiento político contemporáneo: Los fundamentos de la libertad, de Hayek, Capitalismo y libertad, de Friedman y La libertad y la ley, de Bruno Leoni.

## Actualidad
El estudio de Leoni recientemente ha dedicado más atención a la filosofía política de su obra. Véase: Le ragioni del diritto. Libertà individuale e ordine giuridico nel pensiero di Bruno Leoni, por Carlo Lottieri, Soveria Mannelli, Rubbettino, 2006.